# Piazza Navona
Piazza Navona – plac w Rzymie położony w rione Parione.

## Historia

### Stadion Domicjana
Plac oraz jego zabudowa powstał z inicjatywy papieża Innocentego X na ruinach starożytnego stadionu Domicjana. Stadion został zbudowany na Polu Marsowym w roku 86. Przeznaczony był do rozgrywania konkurencji atletycznych typu greckiego – tak zwanych „agoni”. Jego rozmiary (54 × 276 m) zostały zachowane przy projektowaniu zabudowy placu. Fragmenty ruin stadionu (część trybun) są zachowane w piwnicach budynku w północnej części placu. Nazwa placu najprawdopodobniej pochodzi od zniekształconego wyrażenia in agone.

### Czasy nowożytne
W roku 1477 papież Sykstus IV przeniósł tutaj z Kapitolu targ, który działał w tym miejscu do około 1867. Tradycja targu jest aktualnie podtrzymywana w grudniu w formie straganów z ozdobami i upominkami świątecznymi.

## Architektura
Aktualną zabudowę piazza Navona zawdzięcza papieżowi Innocentemu X, który powierzył Francesco Borromini sporządzenie projektu rozbudowy pałacu i kościoła Sant’Agnese in Agone. Kościół zastąpił kaplicę z IV wieku zbudowaną w miejscu jej męczeńskiej śmierci (jej grób znajduje się w bazylice Sant’Agnese fuori le Mura). Budowa kościoła trwała w latach 1652–1670.
Nieco wcześniej, w latach 1647–1651, Giovanni Lorenzo Bernini zbudował w centralnej części placu fontannę Czterech Rzek (wł. fontana dei Quattro Fiumi). Została ona skomponowana wokół egipskiego obelisku sprowadzonego na polecenie papieża z ruin Cyrku Maksencjusza. Cztery postacie, wraz z elementami krajobrazu w postaci palm, zwierząt symbolizują cztery rzeki z czterech kontynentów. Rio de la Plata symbolizuje postać z podniesioną ręką, Dunaj i Europę wyobraża postać dosiadająca konia, personifikacja Nilu ma osłoniętą głowę (nie znano w tym czasie źródeł tej rzeki), Azję uosabia Ganges.
Na placu umieszczono jeszcze dwie inne fontanny. Swój obecny kształt uzyskały dopiero w XIX wieku. W południowej części placu znajduje się fontanna Maura (fontana del Moro) z centralna postacią Maura, zaprojektowaną przez Berniniego. Otaczają ją delfiny i inne morskie zwierzęta dodane w XIX wieku. W północnej części placu zlokalizowano fontannę Neptuna (fontana del Nettuno) z grupą morskich nimf. Fontannę zaprojektował Giacomo della Porta w XVI wieku, a figurę Neptuna dodano w 1878 roku.

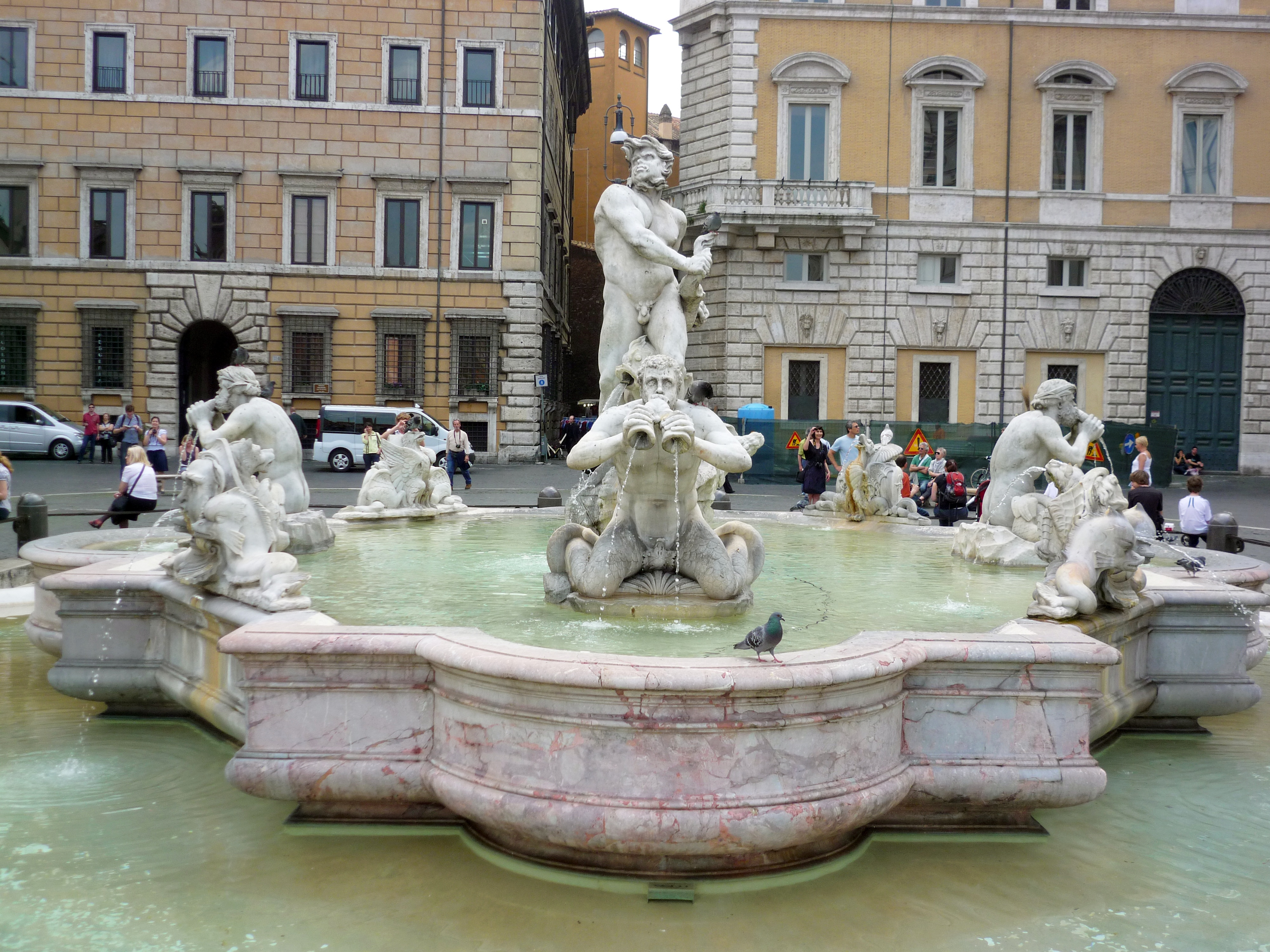
Piazza Navona – fontanna del Moro
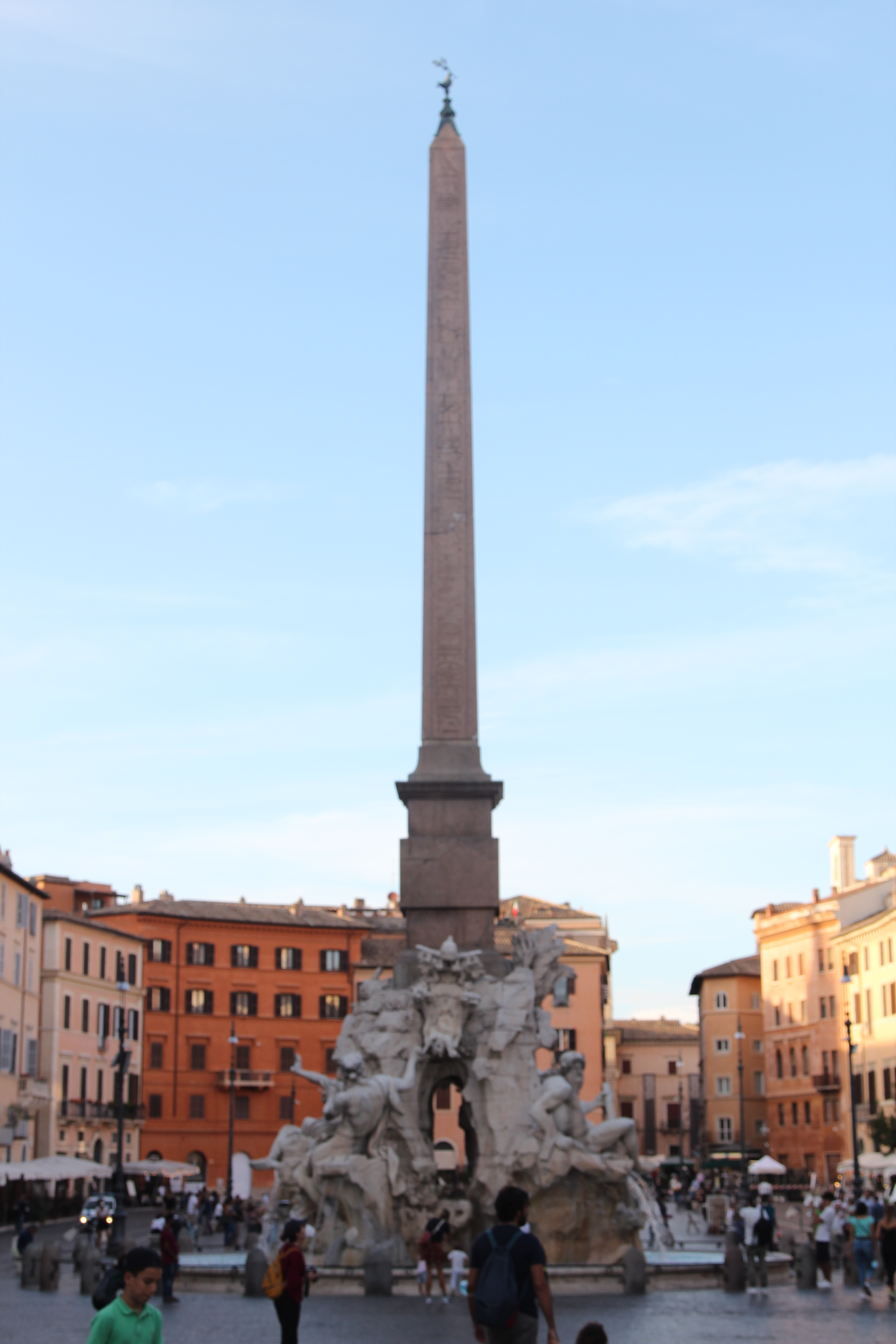
Piazza Navona – Obelisco Agonale
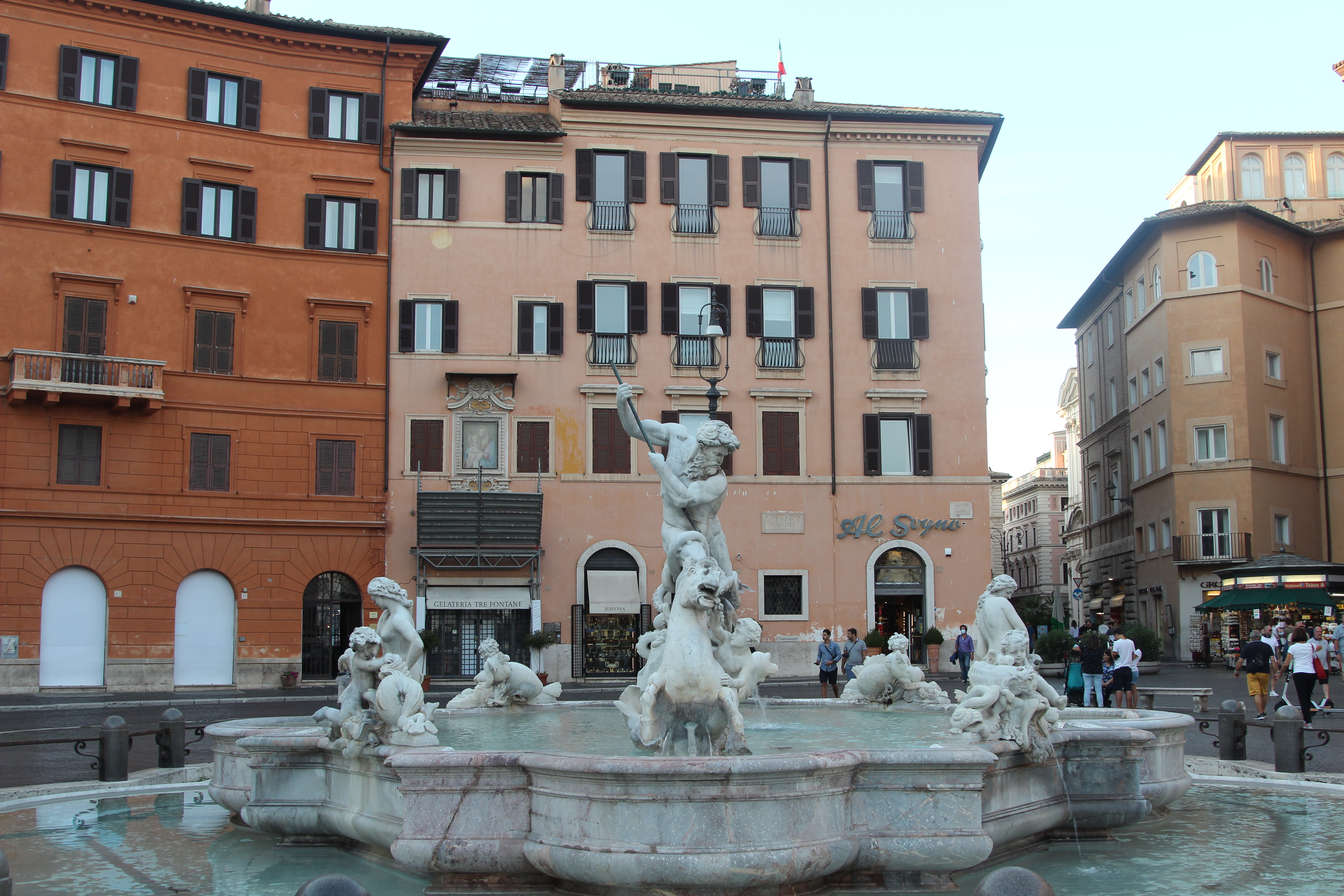
Piazza Navona – fontanna del Nettuno
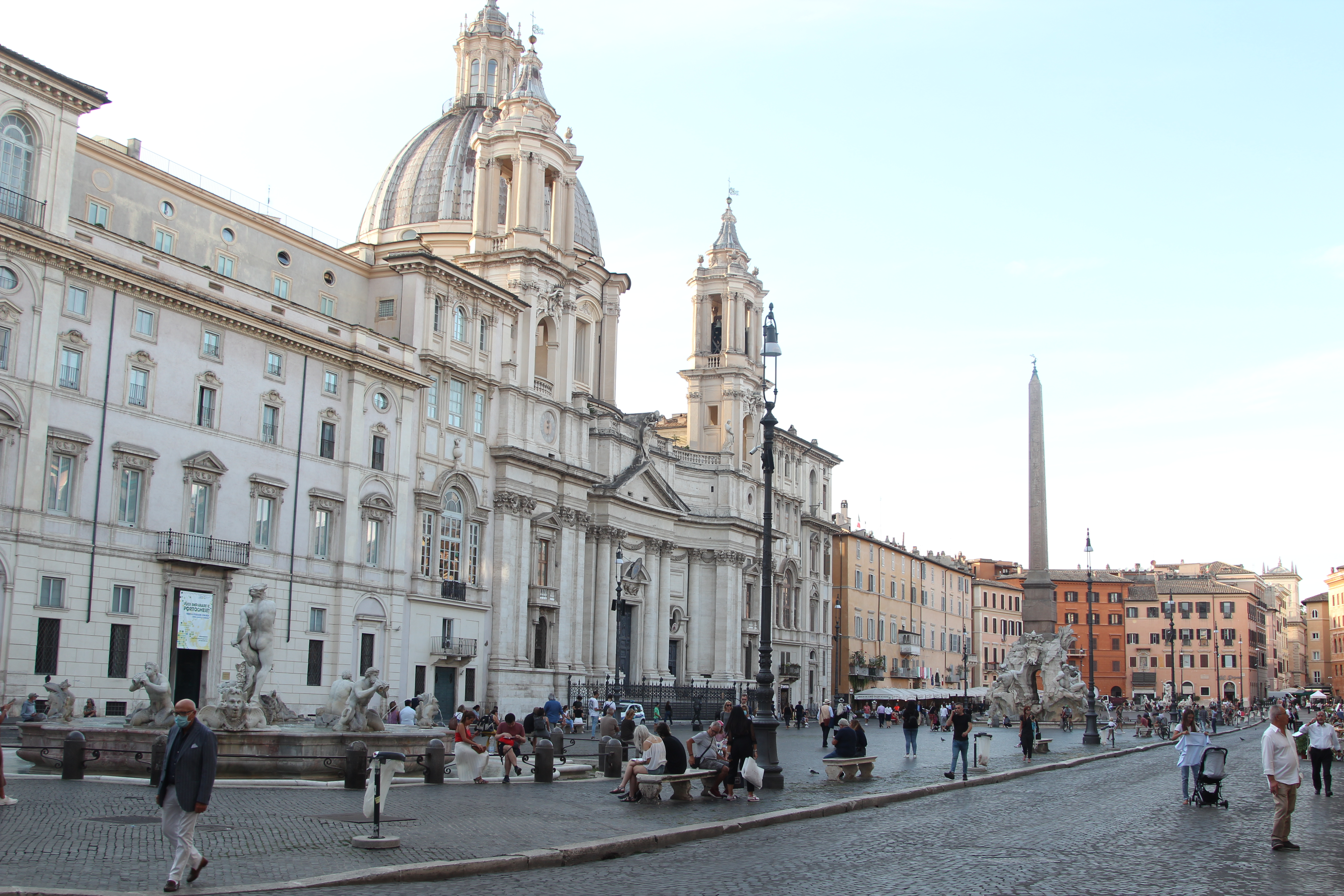
Piazza Navona – kościół Sant’Agnese in Agone